# كريستيان فريدريك بارث
كريستيان فريدريك بارث (بالدنماركية: Christian Frederik Barth)‏ هو زمّار وملحن دنماركي، ولد في 24 فبراير 1787، وتوفي في 17 يوليو 1861.

## وصلات خارجية
- كريستيان فريدريك بارث على موقع ميوزك برينز (الإنجليزية)
- كريستيان فريدريك بارث على موقع ديسكوغز (الإنجليزية)